# 陳宝琛

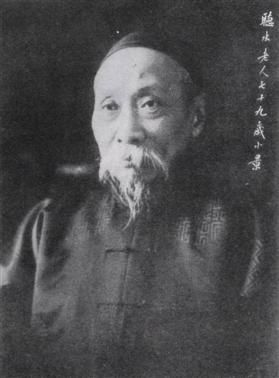
陳宝琛（1927年）

陳 宝琛（ちん ほうちん、Chén Bǎochēn、1848年 - 1935年）は、中国清末の官僚・詩人・歴史家。字は伯潜、号は弢庵、または陶庵、諡号は文忠。福州府閩県螺洲（現在の福建省福州市倉山区螺洲鎮）の出身。

## 生涯
1868年に進士となり、翰林院庶吉士、編修となる。1875年、翰林侍読となり、学士張佩綸・通政使黄体芳・侍郎宝廷と時局を議論するのを好み、「清流四諌」と称された。1881年、翰林院侍講学士となり、『穆宗本紀』の編纂にあたった。1882年、江西学政に任じられ、白鹿洞書院を修築した。1884年、清仏戦争で降格され、帰郷して読書の日々を送るようになった。故郷では先祖が建てた書庫の「賜書楼」を修築し、さらに新たに「滄趣楼」を建築した。1899年、鰲峰書院山長に任じられた。1905年に福建鉄路総弁となり、1907年には全閩師範学堂（現在の福建師範大学）を創設した。
1909年、北京に召し出されて礼学館総纂大臣に。1911年には宣統帝溥儀の帝師となるも、翌1912年に清朝が倒れ溥儀は退位。陳宝琛はそのまま溥儀に従って紫禁城に居留し『徳宗実録』の編纂に従事、1921年に本紀が完成すると太傅を授かった。この間、張勲復辟の際には議政大臣に推薦されている。1923年には総理内務府大臣として鄭孝胥を推薦し、1925年に溥儀が紫禁城を退去し天津に赴くとこれに従った。
満洲事変を経て溥儀が満洲国執政として擁立されると自らも同道される様に請われたものの拒絶、そのまま天津に寓居し1935年に死去した。蔵書家として知られ、10万冊を有していたという。

## 著作
- 『陳文忠公奏議』
- 『滄趣楼文存』
- 『滄趣楼詩集』
- 『滄趣楼律賦』
- 『南游草』